# Lista de singles número um na Billboard Hot 100 em 1996

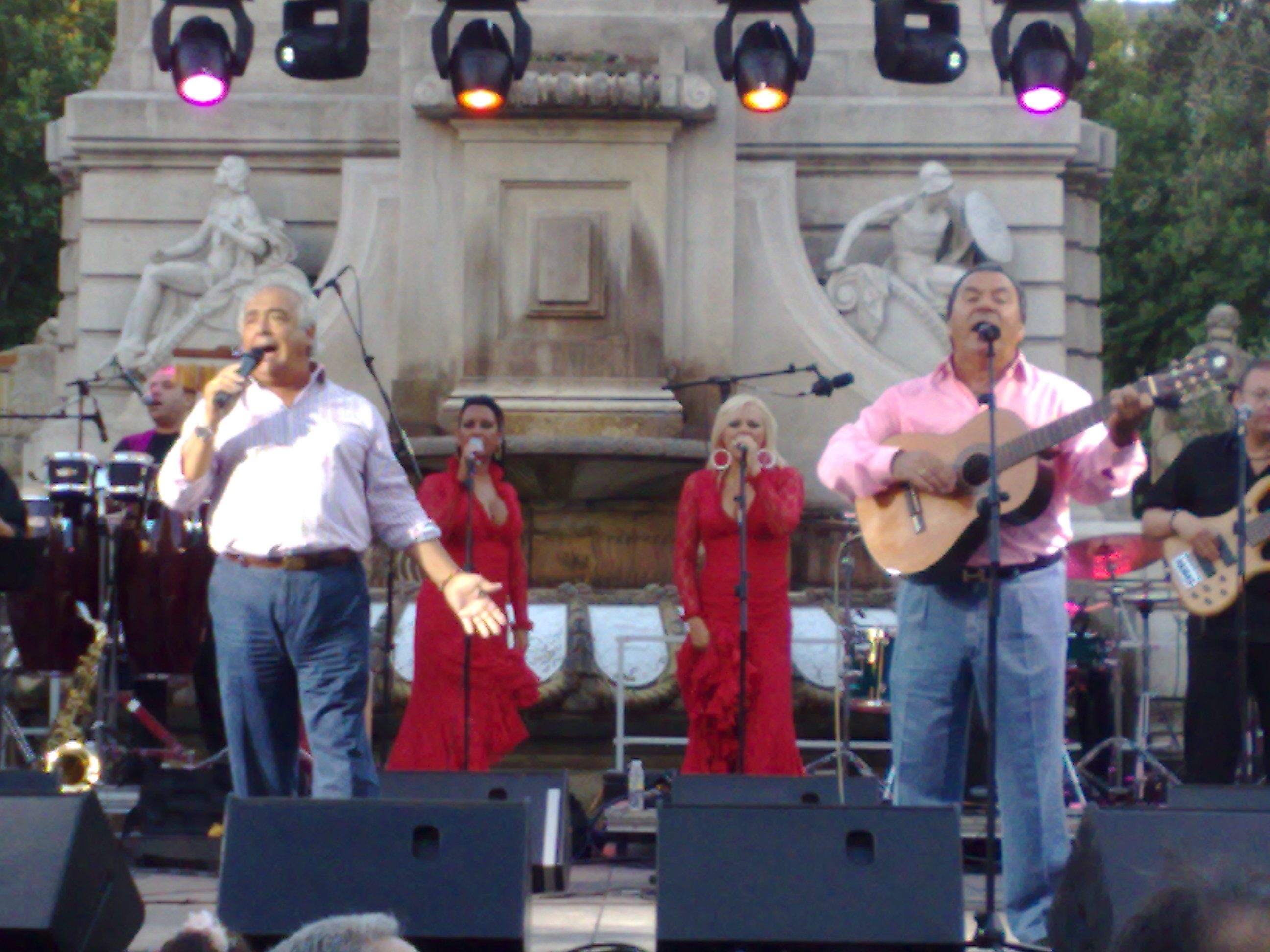
"Macarena (Bayside Boys Mix)" rendeu ao duo Los del Río o seu único número um na Hot 100 e foi ainda o single com o melhor desempenho de 1996, tendo liderado a tabela por quatorze semanas consecutivas, o segundo tempo de permanência mais longo de sempre.

A seguir apresenta-se a lista dos singles número um na Billboard Hot 100 em 1996. A Billboard Hot 100 é uma tabela musical que classifica o desempenho de singles nos Estados Unidos. Publicada semanalmente pela revista Billboard, os seus dados são recolhidos pela Nielsen SoundScan, baseando-se em cada venda semanal física, e também popularidade da canção nas rádios. Em 1996, nove singles atingiram o primeiro posto da tabela No entanto, "One Sweet Day" da cantora Mariah Carey em parceria com o grupo Boyz II Men, iniciou a sua corrida no topo no ano anterior, e foi, portanto, excluído, fazendo de 1996 um dos anos com o menor número de singles a alcançarem o topo da tabela.
O ano abriu com a canção "Because You Loved Me" da cantora canadense Céline Dion e terminou com "Un-Break My Heart" da norte-americana Toni Braxton. Oito artistas conseguiram posicionar um single no número um da Hot 100 pela primeira vez, quer como artista principal quer como convidado. Eles são: Bone Thugs-N-Harmony, o rapper 2Pac, o duo K-Ci & JoJo, o rapper Dr. Dre, Roger Troutman, Los del Río, BLACKstreet e Braxton. Braxton conseguiu posicionar dois singles no topo: "You're Makin' Me High" / "Let It Flow" e "Un-Break My Heart"; esta última dominou a tabela por onze semanas consecutivas. Dr. Dre também alcançou o cume da tabela por duas vezes, com "California Love" e "No Diggity", creditado como convidado em ambos temas.
Com quatorze semanas consecutivas, "Macarena (Bayside Boys Mix)" por Los del Río foi o tema que por mais tempo ocupou a posição de topo, empatando com "I Will Always Love You" (1992) de Whitney Houston e "I'll Make Love to You" (1994) de Boyz II Men como o tema com o segundo tempo de permanência mais longo no topo. "Macarena (Bayside Boys Mix)" foi a sexta canção não-cantada em inglês a alcançar a liderança da Hot 100, e a segunda cantada em castelhano. Além disso, foi ainda a canção com o melhor desempenho do ano. "Always Be My Baby", o décimo primeiro número um de Carey, fez a artista empatar com Houston e Madonna como as artistas femininas com a maior quantidade de números uns nos Estados Unidos.

## Histórico

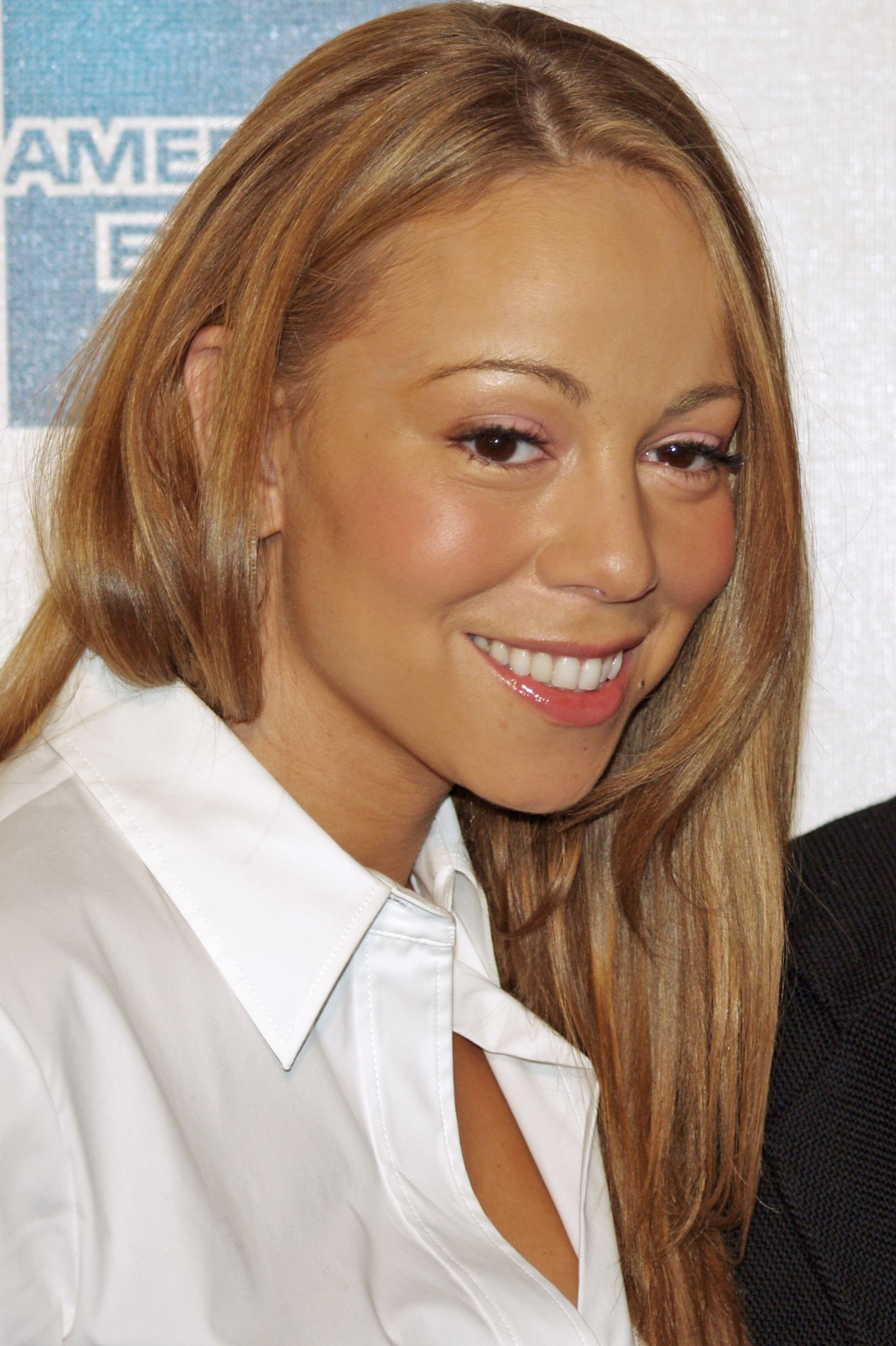
"Always Be My Baby" rendeu à Mariah Carey o seu décimo primeiro número um nos EUA, um recorde para artistas femininas.

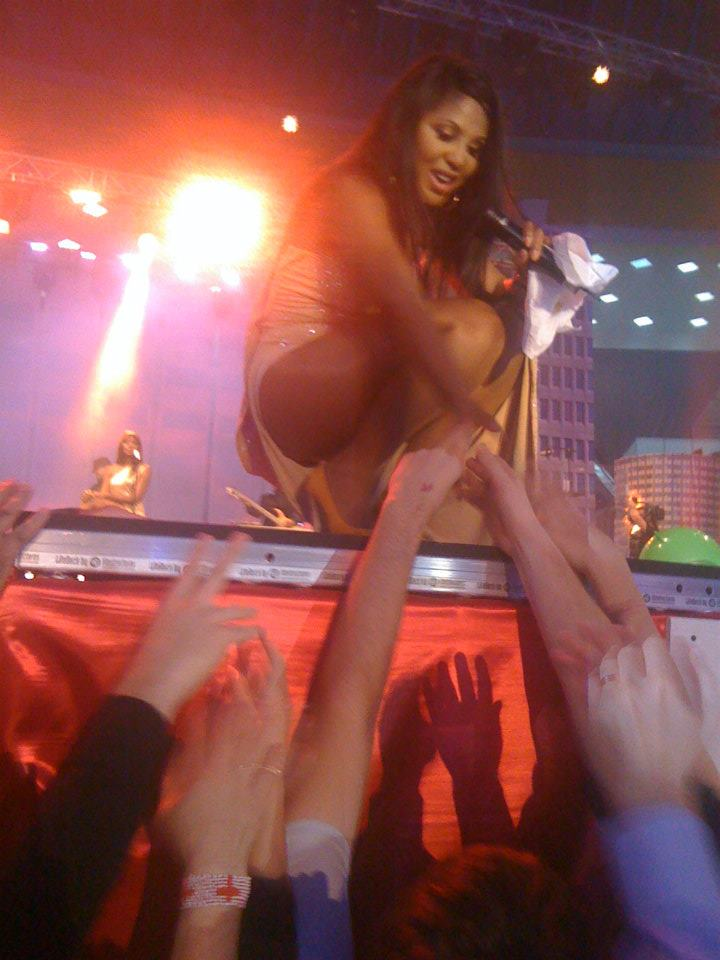
Em 1996, Toni Braxton posicionou dois singles na primeira posição: "You're Makin' Me High" / "Let It Flow" e "Un-Break My Heart".

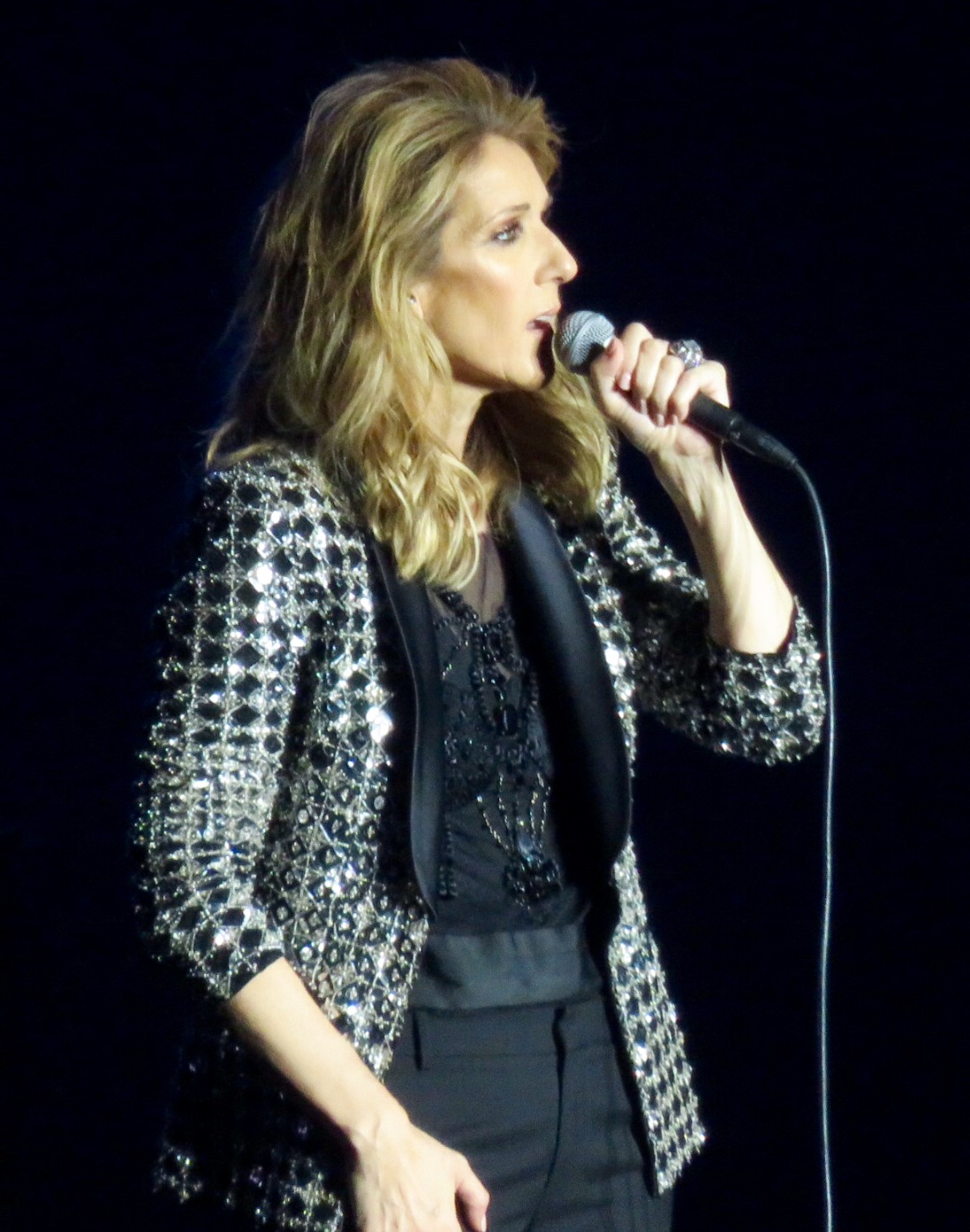
"Because You Loved Me" abriu o ano e rendeu a Céline Dion o seu segundo número um nos EUA.

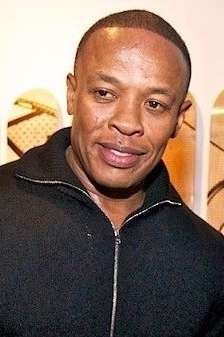
Em 1996, Dr. Dre alcançou o topo da Hot 100 pela primeira vez, com os temas "California Love" e "No Diggity", nos quais é creditado como artista convidado.

|  | Denota o single com o melhor desempenho do ano. |

| Data            | Canção                                  | Artista(s)                                                                      | Ref.   |
| --------------- | --------------------------------------- | ------------------------------------------------------------------------------- | ------ |
| 6 de Janeiro    | "One Sweet Day"                         | Mariah Carey e Boyz II Men                                                      | [ 2 ]  |
| 13 de Janeiro   | "One Sweet Day"                         | Mariah Carey e Boyz II Men                                                      | [ 3 ]  |
| 20 de Janeiro   | "One Sweet Day"                         | Mariah Carey e Boyz II Men                                                      | [ 4 ]  |
| 27 de Janeiro   | "One Sweet Day"                         | Mariah Carey e Boyz II Men                                                      | [ 5 ]  |
| 3 de Fevereiro  | "One Sweet Day"                         | Mariah Carey e Boyz II Men                                                      | [ 6 ]  |
| 10 de Fevereiro | "One Sweet Day"                         | Mariah Carey e Boyz II Men                                                      | [ 7 ]  |
| 17 de Fevereiro | "One Sweet Day"                         | Mariah Carey e Boyz II Men                                                      | [ 8 ]  |
| 24 de Fevereiro | "One Sweet Day"                         | Mariah Carey e Boyz II Men                                                      | [ 9 ]  |
| 2 de Março      | "One Sweet Day"                         | Mariah Carey e Boyz II Men                                                      | [ 10 ] |
| 9 de Março      | "One Sweet Day"                         | Mariah Carey e Boyz II Men                                                      | [ 11 ] |
| 16 de Março     | "One Sweet Day"                         | Mariah Carey e Boyz II Men                                                      | [ 12 ] |
| 23 de Março     | "Because You Loved Me"                  | Celine Dion                                                                     | [ 13 ] |
| 30 de Março     | "Because You Loved Me"                  | Celine Dion                                                                     | [ 14 ] |
| 6 de Abril      | "Because You Loved Me"                  | Celine Dion                                                                     | [ 15 ] |
| 13 de Abril     | "Because You Loved Me"                  | Celine Dion                                                                     | [ 16 ] |
| 20 de Abril     | "Because You Loved Me"                  | Celine Dion                                                                     | [ 17 ] |
| 27 de Abril     | "Because You Loved Me"                  | Celine Dion                                                                     | [ 18 ] |
| 4 de Maio       | "Always Be My Baby"                     | Mariah Carey                                                                    | [ 19 ] |
| 11 de Maio      | "Always Be My Baby"                     | Mariah Carey                                                                    | [ 20 ] |
| 18 de Maio      | "Tha Crossroads"                        | Bone Thugs-N-Harmony                                                            | [ 21 ] |
| 25 de Maio      | "Tha Crossroads"                        | Bone Thugs-N-Harmony                                                            | [ 22 ] |
| 1 de Junho      | "Tha Crossroads"                        | Bone Thugs-N-Harmony                                                            | [ 23 ] |
| 8 de Junho      | "Tha Crossroads"                        | Bone Thugs-N-Harmony                                                            | [ 24 ] |
| 15 de Junho     | "Tha Crossroads"                        | Bone Thugs-N-Harmony                                                            | [ 25 ] |
| 22 de Junho     | "Tha Crossroads"                        | Bone Thugs-N-Harmony                                                            | [ 26 ] |
| 29 de Junho     | "Tha Crossroads"                        | Bone Thugs-N-Harmony                                                            | [ 27 ] |
| 6 de Julho      | "Tha Crossroads"                        | Bone Thugs-N-Harmony                                                            | [ 28 ] |
| 13 de Julho     | "How Do U Want It" / "California Love"  | 2Pac com participação K-Ci & JoJo/ com participação de Dr. Dre e Roger Troutman | [ 29 ] |
| 20 de Julho     | "How Do U Want It" / "California Love"  | 2Pac com participação K-Ci & JoJo/ com participação de Dr. Dre e Roger Troutman | [ 30 ] |
| 27 de Julho     | "You're Makin' Me High" / "Let It Flow" | Toni Braxton                                                                    | [ 31 ] |
| 3 de Agosto     | "Macarena (Bayside Boys Mix)"           | Los del Río                                                                     | [ 32 ] |
| 10 de Agosto    | "Macarena (Bayside Boys Mix)"           | Los del Río                                                                     | [ 33 ] |
| 17 de Agosto    | "Macarena (Bayside Boys Mix)"           | Los del Río                                                                     | [ 34 ] |
| 24 de Agosto    | "Macarena (Bayside Boys Mix)"           | Los del Río                                                                     | [ 35 ] |
| 31 de Agosto    | "Macarena (Bayside Boys Mix)"           | Los del Río                                                                     | [ 36 ] |
| 7 de Setembro   | "Macarena (Bayside Boys Mix)"           | Los del Río                                                                     | [ 37 ] |
| 14 de Setembro  | "Macarena (Bayside Boys Mix)"           | Los del Río                                                                     | [ 38 ] |
| 21 de Setembro  | "Macarena (Bayside Boys Mix)"           | Los del Río                                                                     | [ 39 ] |
| 28 de Setembro  | "Macarena (Bayside Boys Mix)"           | Los del Río                                                                     | [ 40 ] |
| 5 de Outubro    | "Macarena (Bayside Boys Mix)"           | Los del Río                                                                     | [ 41 ] |
| 12 de Outubro   | "Macarena (Bayside Boys Mix)"           | Los del Río                                                                     | [ 42 ] |
| 19 de Outubro   | "Macarena (Bayside Boys Mix)"           | Los del Río                                                                     | [ 43 ] |
| 26 de Outubro   | "Macarena (Bayside Boys Mix)"           | Los del Río                                                                     | [ 44 ] |
| 2 de Novembro   | "Macarena (Bayside Boys Mix)"           | Los del Río                                                                     | [ 45 ] |
| 9 de Novembro   | "No Diggity"                            | BLACKStreet com participação de Dr. Dre                                         | [ 46 ] |
| 16 de Novembro  | "No Diggity"                            | BLACKStreet com participação de Dr. Dre                                         | [ 47 ] |
| 23 de Novembro  | "No Diggity"                            | BLACKStreet com participação de Dr. Dre                                         | [ 48 ] |
| 30 de Novembro  | "No Diggity"                            | BLACKStreet com participação de Dr. Dre                                         | [ 49 ] |
| 7 de Dezembro   | "Un-Break My Heart"                     | Toni Braxton                                                                    | [ 50 ] |
| 14 de Dezembro  | "Un-Break My Heart"                     | Toni Braxton                                                                    | [ 51 ] |
| 21 de Dezembro  | "Un-Break My Heart"                     | Toni Braxton                                                                    | [ 52 ] |
| 28 de Dezembro  | "Un-Break My Heart"                     | Toni Braxton                                                                    | [ 53 ] |